# St. Gallus (Lichtensteig)

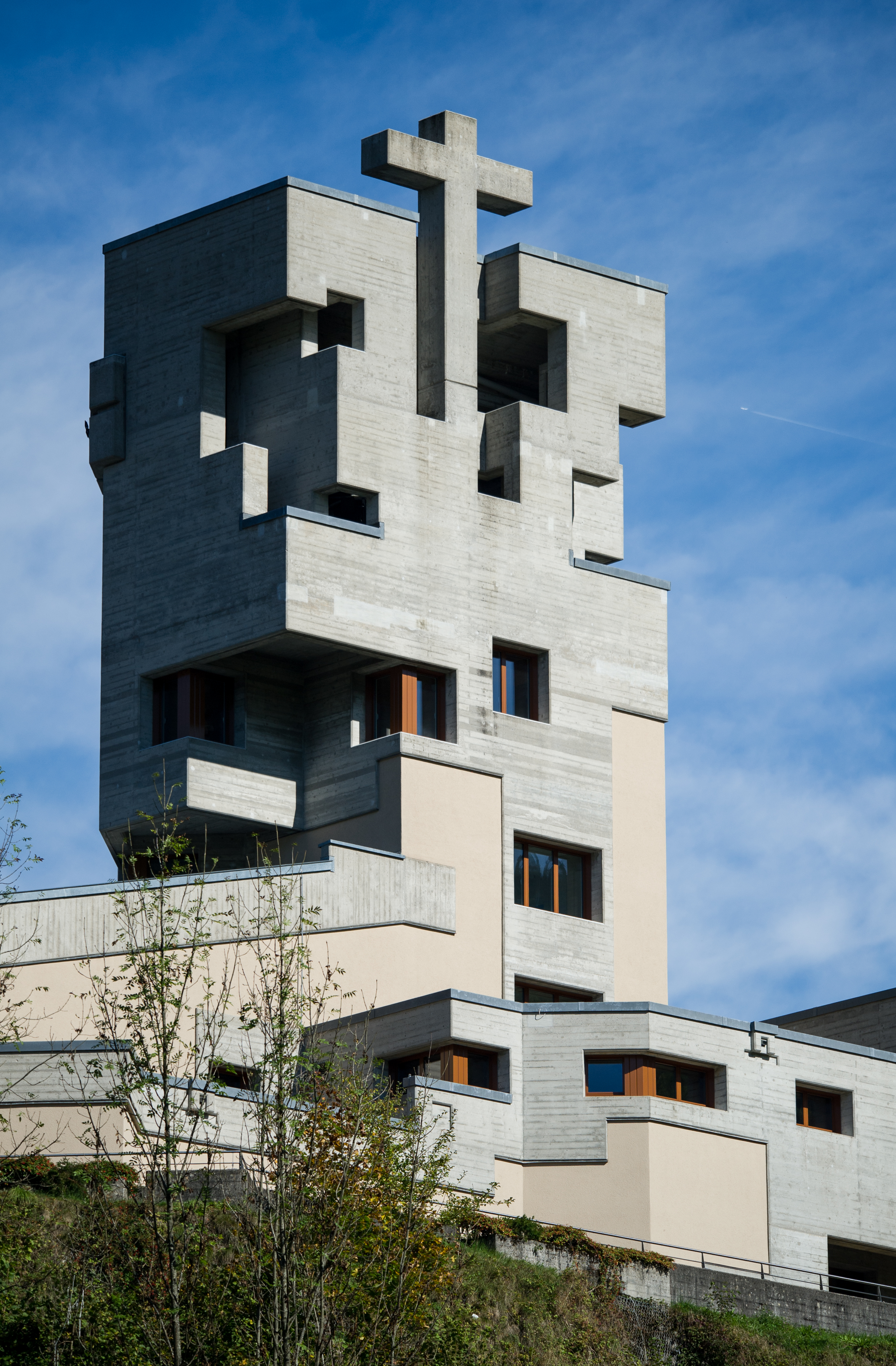
Kirche St. Gallus, Turm

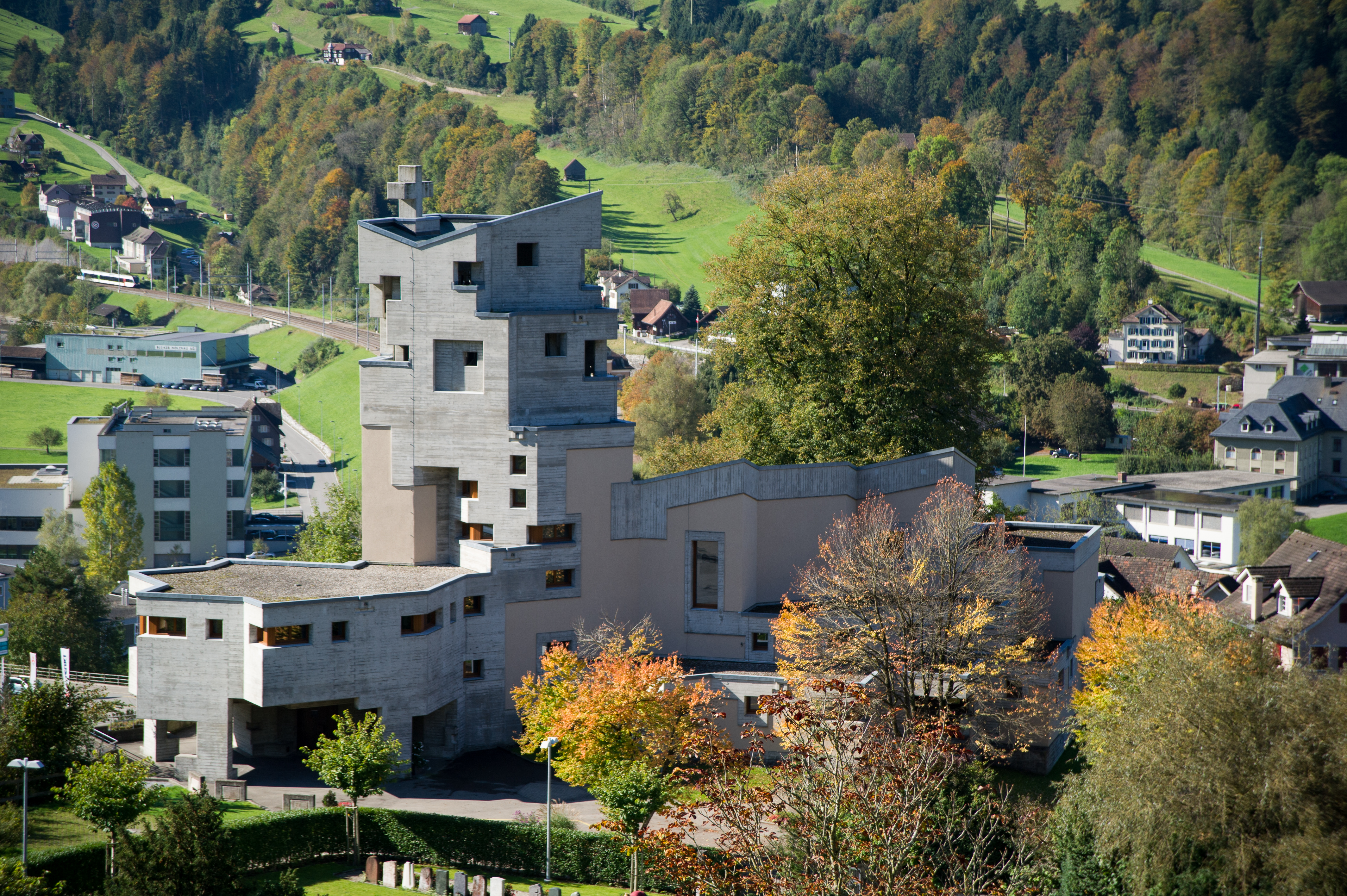
Luftaufnahme von Norden

Die Kirche St. Gallus ist die römisch-katholische Kirche von Lichtensteig im Kanton St. Gallen. Errichtet wurde sie von Architekt Walter M. Förderer auf einem Hügel oberhalb der Altstadt.

## Geschichte

### Vorgeschichte und Namensgebung
Der Ort Lichtensteig wird erstmals in einer Urkunde vom Jahr 1228 als befestigter Ort der Grafen von Toggenburg erwähnt. Es ist anzunehmen, dass die Kleinstadt bereits zur Zeit der Gründung über ein Gotteshaus, das von der Pfarrei Wattwil betreut wurde, besessen hat. 1425 hatten der letzte Graf von Toggenburg, Friedrich VII., und die Einwohner Geld für die Stiftung einer Pfarrkirche zusammengetragen, so dass diese hätte errichtet werden können. Aber dieser Stiftung standen andere Ansinnen entgegen: Die Mutterpfarrei Wattwil wollte Lichtensteig nicht aus dem Pfarrverband entlassen, Abt Eglolf vom Kloster St. Gallen beanspruchte auch für die künftige Pfarrei Lichtensteig das Besetzungsrecht, weshalb der Graf vom Toggenburg auf das Kollaturrecht hätte verzichten sollen. Nachdem die Pfarrei Wattwil finanziell entschädigt worden war und der Graf sich mit dem Abt hatte einigen können, erfolgte am 17. Oktober 1435 der Stiftungsakt für die Pfarrei Lichtensteig. Im 15. Jahrhundert wurde die Pfarrei durch die Errichtung von zwei Kaplaneien ausgebaut; damals lebten rund 400 Menschen auf dem Pfarreigebiet.
Die Reformation brachte auch Lichtensteig eine Spaltung der Bevölkerung in Anhänger des neuen Glaubens und in Anhänger des alten Glaubens. Huldrych Zwingli, selber Toggenburger, gewann durch Freunde und Verwandte, besonders aber durch den Stadtschreiber Heinrich Steiger, eine bedeutende Anhängerschaft. Auf Seiten der Anhänger des alten Glaubens standen Joachim Zürcher und Schultheiss Forer. Diese konnten sich jedoch nicht durchsetzen, sodass am 23. August 1528 die Mehrheit der Lichtensteiger sich für den Wechsel zum neuen Glauben aussprach. Es folgten der Bildersturm, die Abschaffung der Kaplaneipfründe sowie die Wegnahme des Fonds für die Pfrundhäuser, sodass der Abt Franz von St. Gallen und Schwyz als Schirmort des Stiftes auf der Tagsatzung zu Baden Klage erhob. Der Zweite Kappelerkrieg und die Schlacht am Gubel 1531 endeten für die Katholiken positiv, so dass anschliessend in Lichtensteig der katholische Gottesdienst wieder zugelassen wurde. Dies hatte zur Folge, dass die Kirche des Ortes fortan sowohl den Katholiken als auch den Reformierten von 1531 bis ins Jahr 1967 als paritätische Kirche diente.
In nachreformatorischer Zeit war der Besuch des Hl. Karl Borromäus von Bedeutung, der auf seiner Reise zu seiner Schwester Hortensia, Gräfin zu Hohenems, vom 25. bis 26. August 1570 in Lichtensteig im Hause des Landvogts Baltasar Tschudi weilte. Die von Borromäus in die Schweiz geholten Kapuziner nahmen auch in Lichtensteig ihre Predigttätigkeit auf. Diese hatte zur Folge, dass der Wunsch aufkam, in Lichtensteig ein Kapuzinerkloster zu errichten. Die Kapuziner verzichteten jedoch darauf, als um das Jahr 1615 bekannt wurde, dass das Kloster zwar durch namhafte Spenden bedeutender Persönlichkeiten hätte gefördert werden sollen, die Bereitstellung der Gelder jedoch nicht gänzlich gesichert war. Im Jahr 1657 wurde im Rahmen einer Prozession und einem barocken Festspiel die Translation der Reliquien des Märtyrers Marianus von Rom nach Lichtensteig gefeiert. Seine Gebeine ruhen in der heutigen Kirche auf der rechten Seite des Altarraumes. 1678 stifteten Landvogt Hug Ludwig Reding von Biberegg und seine Frau Anna Maria von Roll eine Loreto-Wallfahrtskapelle. Dieser Nachbau des heiligen Hauses von Loreto wurde von Weihbischof Georg Sigismund vom Bistum Konstanz am 16. Mai 1680 geweiht.

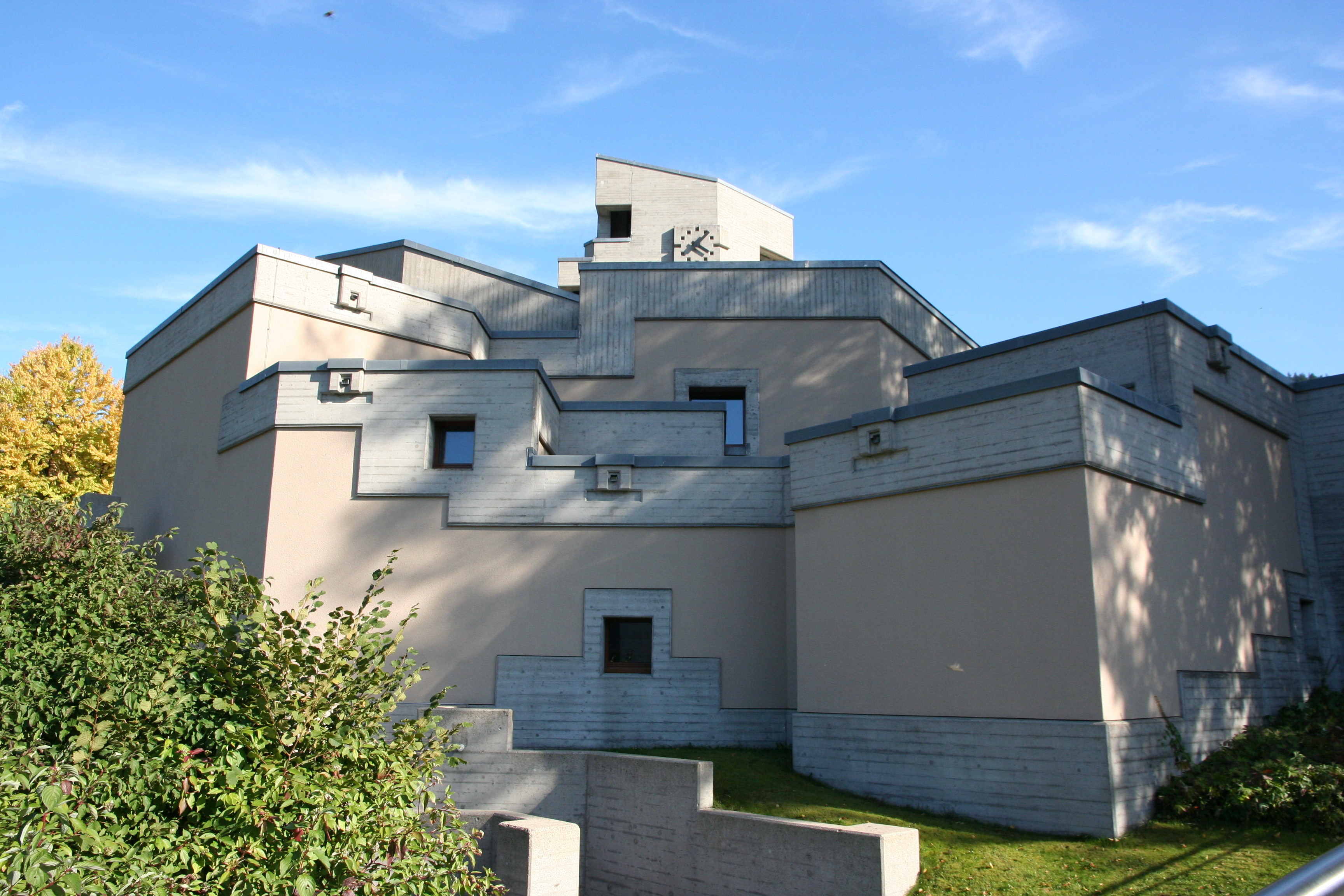
Aussenansicht von Nordwesten
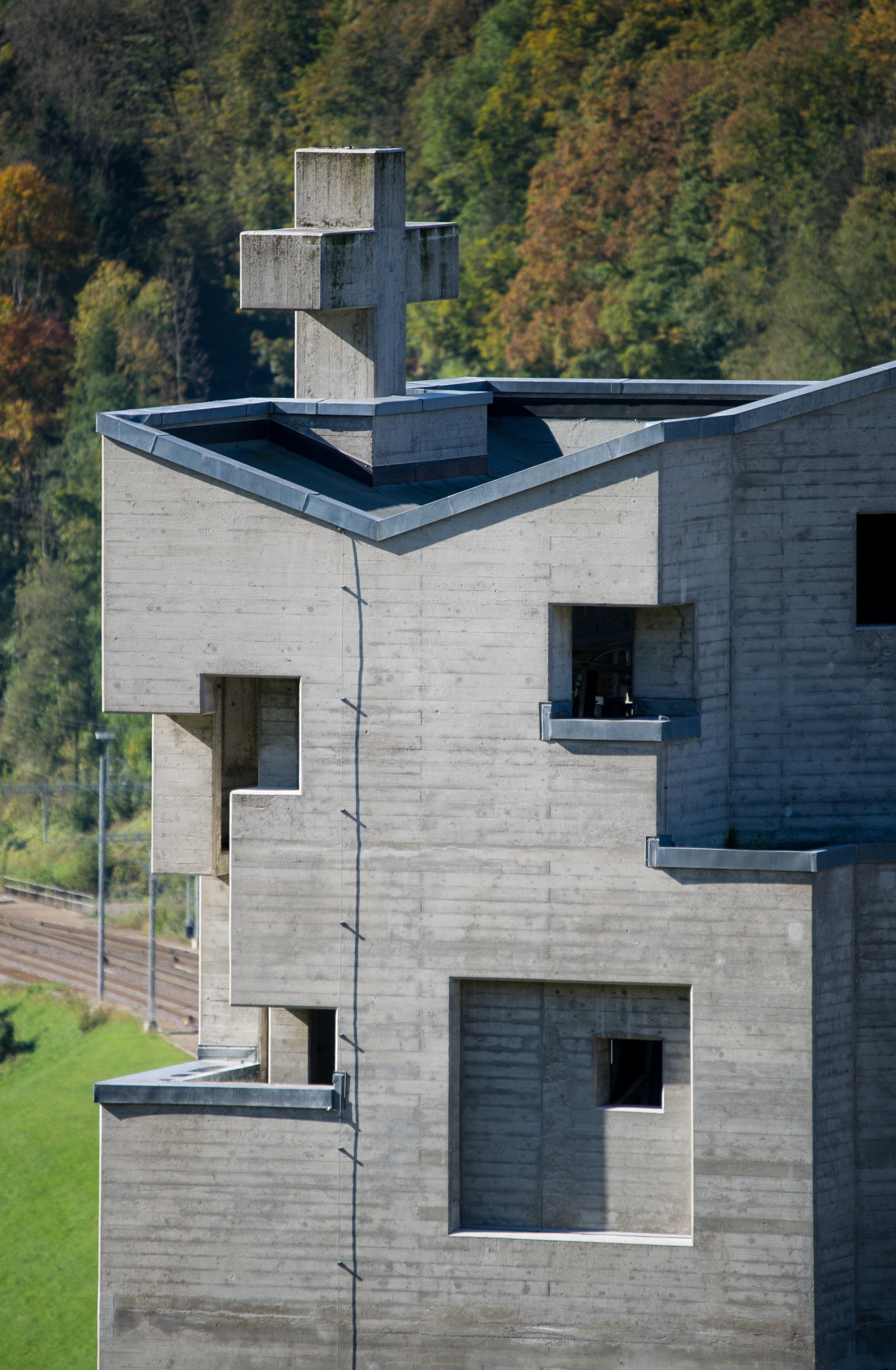
Kirchturm, Detailaufnahme
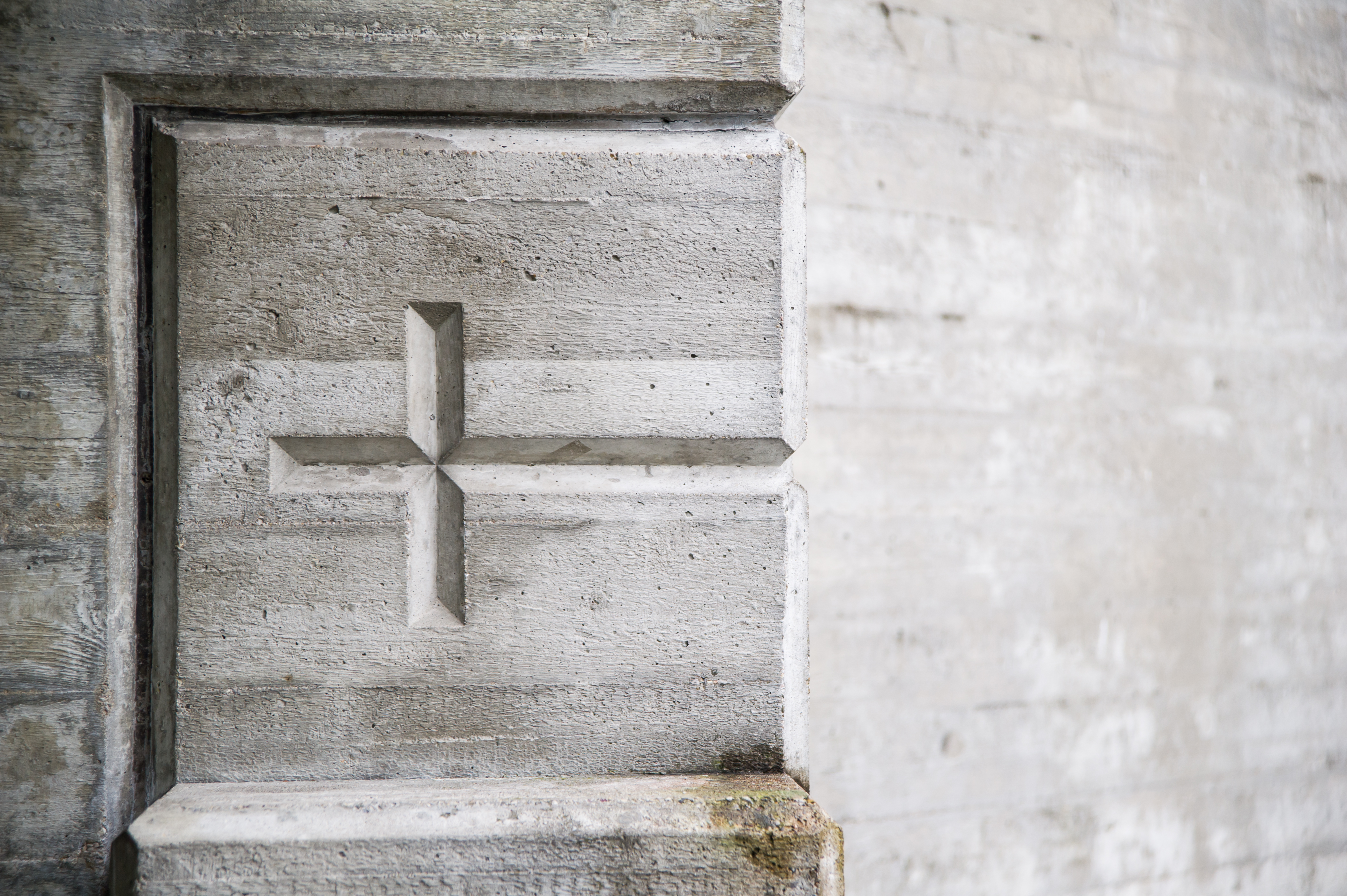
Grundstein

### Entstehungs- und Baugeschichte
Die wachsende Bevölkerung von Lichtensteig führte zu beengten Verhältnissen und Schwierigkeiten beim paritätischen Gebrauch der alten Kirche von Lichtensteig. Zwar waren die beiden Konfessionen im Jahr 1938 noch einmal übereingekommen, die Kirche für weitere 30 Jahre paritätisch zu nutzen, doch gründeten die Katholiken in den Jahren 1935–1936 einen Kirchenbaufonds durch drei Schenkungen und Messstipendien, um sich für den Bau einer eigenen Kirche vorzubereiten. Im Jahr 1949 erfolgte die Gründung eines katholischen Kirchenbauvereins, der das Äufnen des Kirchenbaufonds förderte. Beide Konfessionsteile beauftragten ihre Behörden mittels einer Abstimmung am 18. März 1962, Abkurungsverhandlungen aufzunehmen. Die Katholiken übernahmen die bestehende Kirche und zahlten die evangelische Kirchgemeinde aus, welche darauf den Bau einer neuen Kirche anging.
Die bisher paritätisch genutzte Kirche war in den Jahren 1866–1868 neu aufgebaut worden. Ihr neugotischer Stil wurde im 20. Jahrhundert als wenig überzeugend erachtet und die Bausubstanz legte den Neubau des Gotteshauses nahe. Am 15. März 1965 fällten die Katholiken den Entscheid für einen Neubau. Der Projektwettbewerb, der daraufhin durchgeführt wurde, wurde u. a. durch die Architekten Hermann Baur und Karl Higi juriert. Die Jury verlieh am 12. Mai 1966 dem Entwurf von Walter M. Förderer mit dem Titel Campagne den ersten Preis, vor den Projekten von Justus Dahinden und Ernest Brantschen. Am 5. Juli 1967 genehmigte die Kirchgemeinde den Kredit für den Bau der Kirche.
Am 22. April 1968 wurde mit dem Abbruch der alten Kirche begonnen. Am 23. Mai 1968 erfolgte der erste Spatenstich, am 8. September 1968 weihte der Bischof von St. Gallen, Josephus Hasler, den Grundstein. In den Jahren 1968–1970 wurde nach Plänen von Walter M. Förderer die Kirche St. Gallus errichtet. Am 6. Dezember 1969 weihte Bischof Hasler die neu gegossenen Glocken und am 18. Oktober 1970 vollzog er die Weihe der Kirche.

## Baubeschreibung

### Entstehungsprozess und Charakteristik
Bei der Gestaltung seiner Kirchbauten hielt sich Förderer an eine räumlich-plastische Vorgehensweise, die seine ursprüngliche Ausbildung als Bildhauer widerspiegelt: Seine Eindrücke von der Landschaft und den umgebenden Bauten liess er in die Entwicklung des Raumprogramms und in das Aussehen seiner Kirche einfliessen. Nach ersten Skizzen mit Kohle auf Zeichnungsblättern entwickelte Förderer seine Ideen für den Kirchbau an kleineren und grösseren Modellen weiter. Diese fotografierte er von verschiedenen Seiten und brachte auf den Fotos Korrekturen an, nach denen er das Baumodell weiterentwickelte. Bis zum Erstellen der Betonschalungen durch die Bauarbeiter vor Ort modifizierte Förderer seine Ideen stets weiter, ohne das Grundkonzept seines Entwurfs zu verändern. So entstanden keine Zweckbauten, sondern laut Brentini «die grossmassstäbliche Umsetzung einer begeh- und erlebbaren Plastik, die sich mit der geforderten Funktion zu einem neuen Ganzen verbindet».
Architekt Walter M. Förderer charakterisierte seine Kirchbauten wie folgt: «Meine Bauten sind von der Topographie, von Eigenheiten des Geländes, von der Einstellung des Auftraggebers mitbestimmt… Mein Bau sollte nach allen Seiten wirken, zu einer Gesamtgestalt beitragen.» Wichtiger als die Funktionalität des Kirchbaus war Förderer die Umsetzung seiner plastischen Vorstellungen. Ein Hauptmerkmal seiner Kirchbauten ist die konsequente Verwendung von Beton auf Kosten anderer Baumaterialien wie Marmor oder Edelhölzer, die bei Sakralbauten anderer Architekten benutzt wurden.

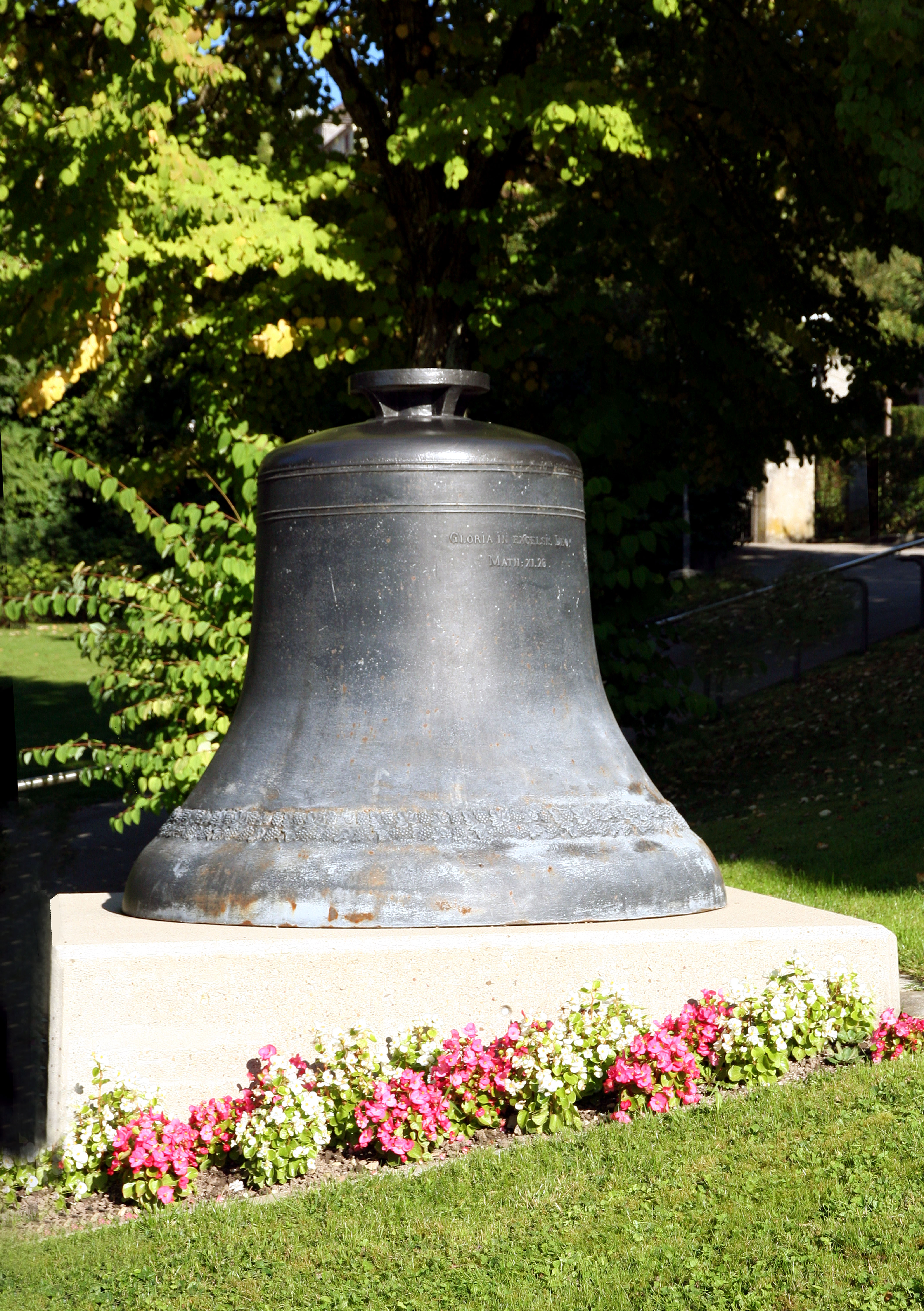
Stahlglocke von 1868

### Äusseres und Glocken
Der Architekt bezog in die äussere Gestalt der Kirche St. Gallus die Lage der Kirche auf einem exponierten Hügel oberhalb des historischen Städtchens und dem Bezug zum angrenzenden Friedhof des Ortes mit ein. Dadurch entstand ein markanter Kirchturm, in dessen Inneren nicht nur die Glockenstube untergebracht ist, sondern auf drei Etagen auch Räumlichkeiten  für das Pfarreileben. Um den Kirchturm gruppieren sich zum einen die Kirche, zum anderen das Pfarreizentrum, welche mit ihren Ausmassen den optischen Übergang zum steilen Hügel samt Friedhof schaffen.
Ein steiler Weg führt vom Städtchen auf den Kirchhügel. Förderer schuf die Fassade und die Dachabschnitte des Kirchengebäudes samt Kirchturm in Analogie zur hügeligen Umgebung, indem er diese vielfältig abwinkelte. Die Kirche ist als aufgeschichtete, kubische Architektur gestaltet, die sich vom weiten Gefässkranz des Umgangs bis zur Spitze des Turmes zusammenzieht. Die Aussenwände der Kirche sind verputzt, die Dachumrandungen und die Fundamente sowie der Kirchturm wurden dagegen aus Sichtbeton gestaltet. Bekrönt wird der Turm durch ein für Förderer-Kirchen typisch gestaltetes Kreuz, das als gut sichtbare Betonplastik auf die kirchliche Verwendung des Baus verweist.
Die Kirche St. Gallus besitzt ein sechsstimmiges Geläute, das sowohl auf die Glocken der evangelischen Kirche von Lichtensteig als auch auf die beiden nahe gelegenen Geläute der Reformierten Kirche Wattwil und der katholischen Kirche St. Felix und Regula Wattwil abgestimmt ist. Die 6 Glocken haben ein Gesamtgewicht von 11,5 Tonnen und erklingen in der Tonfolge Gis° – h° – dis' – fis' – gis' – h'. Gegossen wurden sie durch die Glockengiesserei Eschmann, Rickenbach b. Wil SG und besitzen den charakteristischen herben «Eschmann-Klang».
Die grösste Glocke wurde 1968 gegossen und war Eschmanns 500. Glocke, die Glocken 2–6 wurden 1969 gegossen.
Die Glocken der Vorgängerkirche waren nicht aus Bronze, sondern aus Stahl und waren vom Bochumer Verein 1868 hergestellt worden. Die alte grosse Glocke besitzt nicht die damals üblichen einfachen Ringe, sondern trägt eine fein gearbeitete Weintrauben-Verzierung am Wolm. 1987 wurde sie entrostet, verzinkt und antikpatiniert und steht seitdem mit ihrem Gewicht von 1800 Kilogramm vor der heutigen Pfarrkirche. Sie trägt die Inschrift: «Aus Welt und Zeit – zur Ewigkeit! In Tod und Leben – Gott ergeben! Gloria in excelsis deo!»

### Innenraum und künstlerische Ausstattung
Walter M. Förderer legte den Dimensionen des Kirchenraums zwei Parameter zugrunde: Die Nutzungsansprüche bestimmten die Grösse der Grundfläche, die Umgebung der Kirche bedingte die Höhe des Baus sowie die Gliederung und Gestaltung des Baukörpers. Eine Besonderheit der Kirche St. Gallus Lichtensteig unter den zehn Förderer-Kirchen ist die Verwendung von viel Holz und das teilweise Verputzen der ansonst für den Architekten Förderer typischen Sichtbetonflächen. Dadurch wird das Innere der Kirche St. Gallus von der zum Chor hin ansteigenden Holzdecke bestimmt. Von der Decke schwebt über dem Altar ein hängender Mittelpfeiler hinab. Auf diesen laufen Dachbalken radial zu, welche selber wiederum die Bedeutung des Altares für den gesamten Kirchenraum betonen. Der Altarbereich wurde von Förderer, der selber ausgebildeter Bildhauer war, als skulpturales Ensemble gestaltet. Die herausragende Stellung Altar und Ambo wird durch den Umstand betont, dass diese auf einem Holzpodest stehen. Um die liturgische Zone legte Förderer drei bis vier Sektoren Bänke, die auf den Altar ausgerichtet sind. Der Grundriss der Kirche ist polygonal, eine Trennung von Altarbezirk und Hauptraum besteht nicht, was den nachvatikanischen Charakter der Kirche unterstreicht.
Der Umgang des Kirchenraums besitzt einen Kreuzweg, dessen Bilder von Kunstmaler Krause aus Karlsruhe gestaltet wurden. Aus der Vorgängerkirche stammt ein Altarblatt, das die Verkündigung zeigt und sich auf der rechten Seite des Altarraumes befindet. Eine Madonna mit Kind, eine Josefsfigur sowie die Apostelkreuze, die von Walter M. Förderer gestaltet wurden, runden die künstlerische Ausstattung der Kirche ab.

## Orgel
Am Anfang des 19. Jahrhunderts besass die paritätische Kirche von Lichtensteig eine kleine Orgel mit acht Registern. Beim Bau der neugotischen Kirche im Jahr 1868 errichtete Eberhard Friedrich Walcker, Ludwigsburg, eine Orgel mit 16 Registern auf zwei Manualen und Pedal. 1902 wurde diese Orgel durch ein pneumatisches Instrument von Carl Theodor Kuhn, Männedorf, mit 19 Registern auf zwei Manualen und Pedal abgelöst, wobei das Gehäuse sowie Pfeifenmaterial aus der Walcker-Orgel wiederverwendet wurden. 1941 erfolgte der Bau einer Orgel mit elektrischen Trakturen wieder durch die Firma Kuhn. Dieses Instrument besass 30 Register auf drei Manualen und Pedal. Als die heutige katholische Kirche die alte, paritätische Kirche auf dem Hügel oberhalb Lichtensteigs ersetzt hatte, wurde die Orgel von 1941 in die katholische Kirche versetzt. 1990 erfolgte eine Revision; hierbei wurde die Voix céleste 8′ im Schwellwerk eingebaut. Das Instrument zählt seither 33 klingende Register plus zwei Transmissionen im Pedal. 1991 wurde im Hauptwerk die Flöte 8′ durch die Trompete 8′ ersetzt.
Wie in allen Kirchen von Förderer befindet sich die Orgel samt Sängerbereich in der Nähe des Altarbezirks. Die mit Holz verkleidete Brüstung grenzt den leicht erhöhten Orgel- und Sängerbereich vom übrigen Kirchenraum ab. Der Orgelprospekt ist in die Rückwand eingelassen, welche sich vom Kirchenraum als Nische absetzt.
Die Disposition der Orgel:
| I Hauptwerk C–g3 |       |
| Gedackt          | 16′   |
| Prinzipal        | 8′    |
| Gemshorn         | 8′    |
| Oktave           | 4′    |
| Flöte            | 4′    |
| Superoktave      | 2′    |
| Mixtur IV        | 1 ⁄3′ |
| Trompete         | 8′    |

| II Positiv C–g3 |                |
| Nachthorn       | 8′             |
| Prinzipal       | 4′             |
| Spitzflöte      | 4′             |
| Quinte          | 2 ⁄3′          |
| Sesquialter     | 2 ⁄3′ + 1 3⁄5′ |
| Waldflöte       | 2′             |
| Cymbel III      | 1′             |
| Krummhorn       | 8′             |

| III Schwellwerk C–g3 |       |
| Gedackt              | 8′    |
| Salicional           | 8′    |
| Voix céleste         | 8′    |
| Fugard               | 4′    |
| Nachthorn            | 4′    |
| Nazard               | 2 ⁄3′ |
| Flautino             | 2′    |
| Plein jeu IV–V       | 1′    |
| Basson               | 16′   |
| Trompette harmonique | 8′    |
| Clairon              | 4′    |
| Tremulant            |       |

| Pedal C–f1            |     |
| Praestant             | 16′ |
| Subbass               | 16′ |
| Gedacktbass (Transm.) | 16′ |
| Oktavbass             | 8′  |
| Gemshorn (Transm.)    | 8′  |
| Oktave                | 4′  |
| Posaune               | 16′ |
| Zinke                 | 8′  |

- Normalkoppeln: II/I, I/P, II/P
- Spielhilfen: Registercrescendo, Absteller, Koppeln aus Crescendo

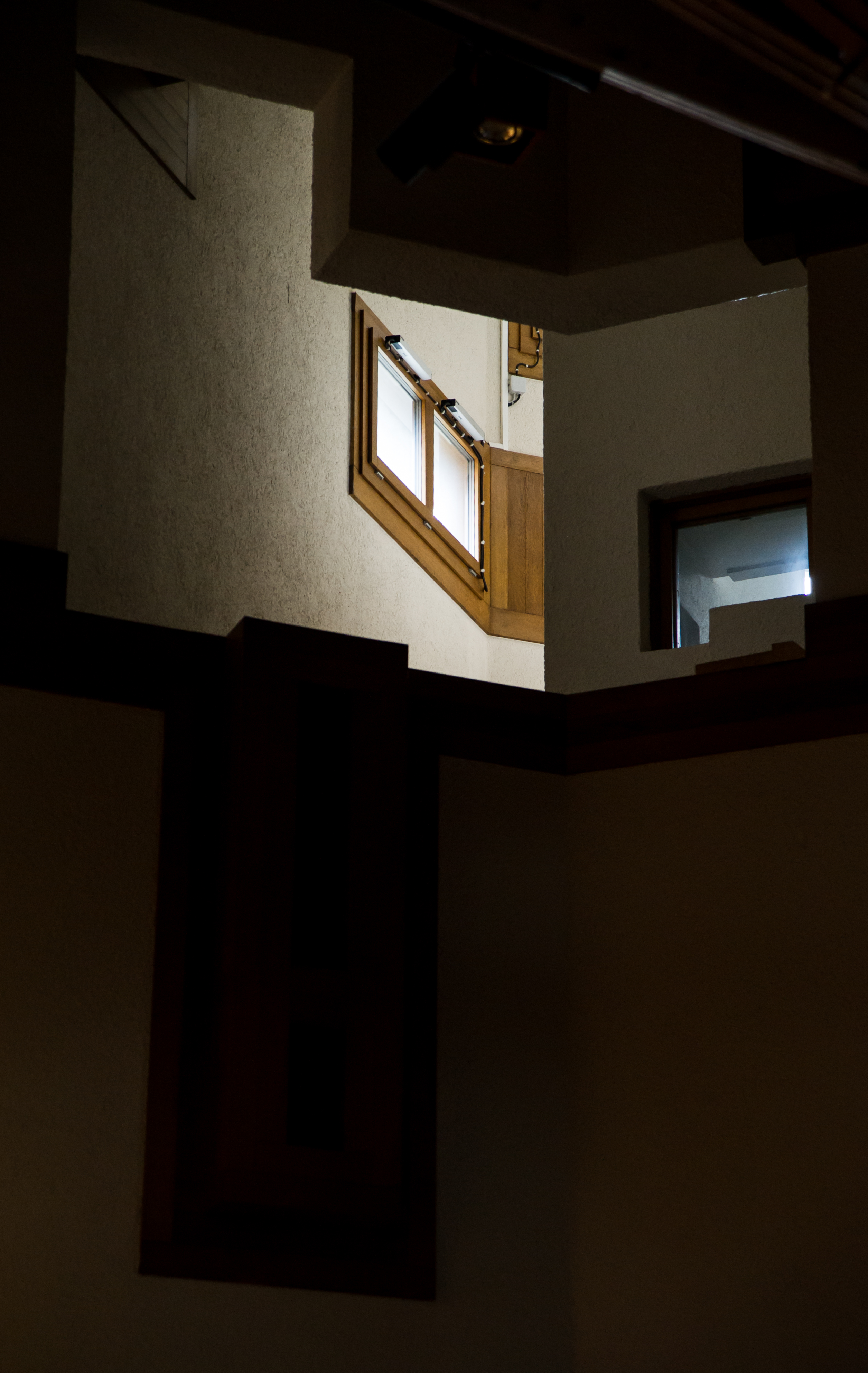
Detailaufnahme
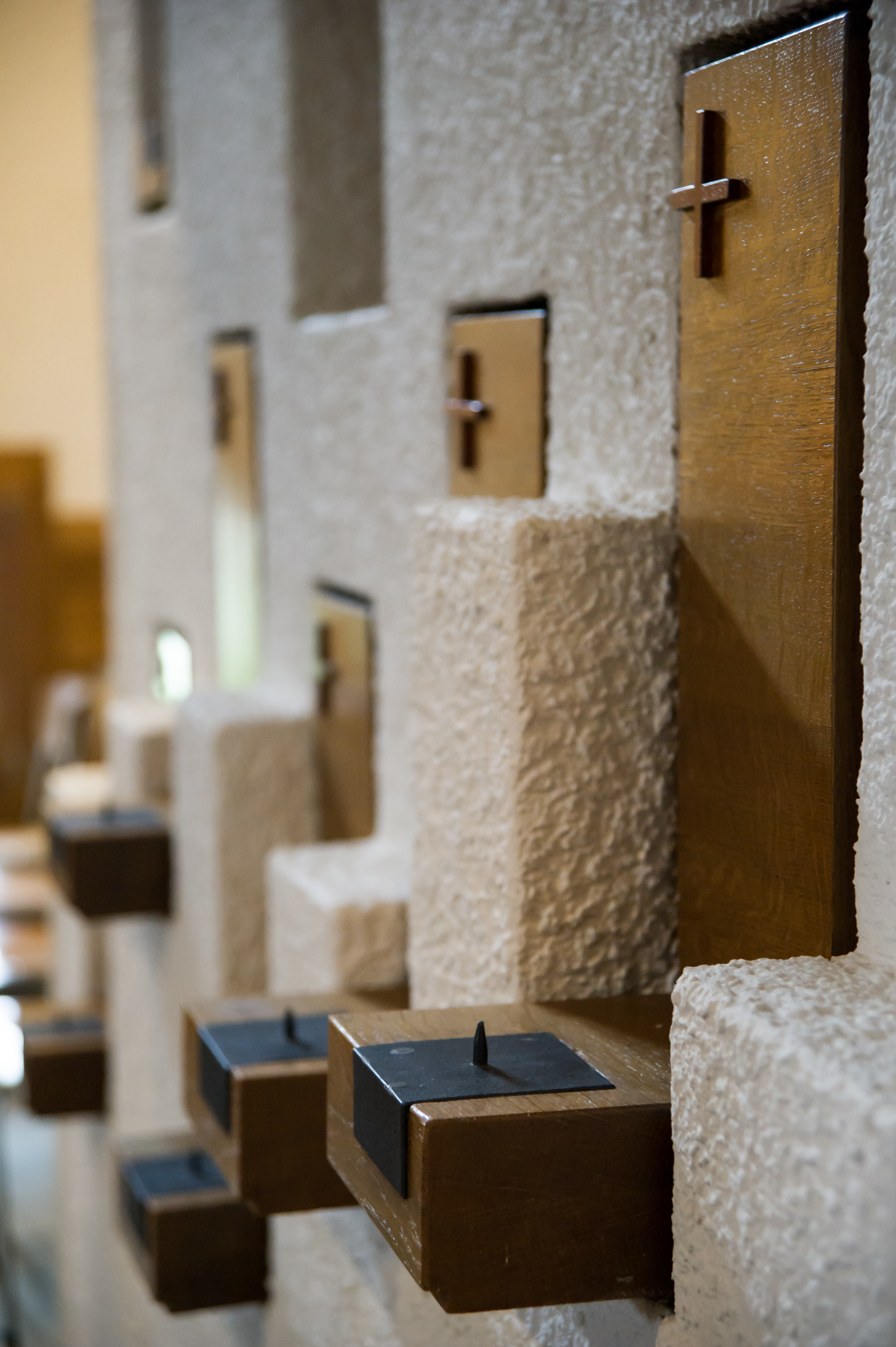
Apostelkerzen